# 田中隆治
田中 隆治（たなか たかはる、1946年 -  ）は、青森県出身の日本のバイオ技術者。サントリー顧問・元取締役基礎研究所長、「青いバラ (サントリーフラワーズ)」の開発チームリーダー。元星薬科大学学長。理学博士（大阪大学）。

## 略歴
青森県青森市生まれ。桃山学院高等学校卒、金沢大学理学部生物学科卒、神戸大学大学院理学研究科修士課程修了。サントリー入社後、酵母菌の研究に携わり、サントリーの医薬品分野を開拓していく。ポリフェノールの研究成果を応用し、10年の歳月を経て、世界で初めて青いバラ (サントリーフラワーズ)の開発に成功した。
2005年より東京大学大学院農業生命科学研究科特任教授、2008年より金沢大学理事。2012年から2019年3月まで星薬科大学学長を務めた。

## 受賞
- 2004年 バイオインダストリー協会特別技術賞
- 2005年 Australian Importer Award Tokyo